# Leo Jungblut
Leo Nicolaas Johannes Jungblut (Utrecht, 18 februari 1893 – Harmelen, 23 maart 1974) was een Nederlandse beeldhouwer.

## Leven en werk
Leo Jungblut werd geboren in een gezin van 14 kinderen, onder wie één halfbroer. Hij was een zoon van beeldhouwer Hubert Ludwig Jungblut en diens tweede vrouw Theodora Johanna Slootjes. Zijn vader was in het laatste kwart van de 19e eeuw vanuit Koblenz naar Utrecht getrokken om daar te werken in het atelier van landgenoot en beeldhouwer Friedrich Wilhelm Mengelberg. Leo begon daar ook zijn carrière en kreeg daar zijn opleiding. In 1936 vertrok hij uit het ouderlijk huis, begon een atelier aan de Maliebaan en werd lid van het Utrechtse genootschap Kunstliefde. In 1944 trouwde hij met Francina Wilhelmina Jacoba Heijl. Het echtpaar verhuisde naar Bilthoven om in te trekken bij zijn broer Piet, die daar een atelier had. In 1955 emigreerden ze naar Amerika, waar hij zijn werk voortzette. In 1971 remigreerde hij als weduwnaar terug naar Nederland, waar hij in 1974 in Harmelen overleed.
Jungblut was vooral werkzaam voor de Katholieke kerk en zijn werken staan in verschillende kerken. Een van zijn grootste en meest in het oog springende werken is de patronale boven de ingang van de Onze-Lieve-Vrouwe ten Hemelopnemingkerk in De Meern. Het is een van Jungbluts werken die werden uitgevoerd bij het Atelier St. Joris. Samen met zijn broer was hij ook verantwoordelijk voor enkele figuren uit het sprookjesbos in de Efteling, zoals Sneeuwwitje.

## Werken (selectie)
- Heilig Hartbeeld (Rucphen) (1933)
- vier reliëfs van geglazuurde tegels (1940), met een voorstelling van Jozef, Maria, Antonius van Padua en het Heilig Hart, voor de OLV ten Hemelopnemingkerk, De Meern
- Patronale (1947), De Meern
- Sint Jozef met kind (1947), Nijmegen
- Herdenkingsmonument Fort de Bilt (1949)
- Heilig Hartbeeld (Beesel) (1949)
- St Liudger (1950), Utrecht
- Heilig Hartbeeld (Standdaarbuiten) (1953)
- Antonius van Padua, Groenlo
- Heilig Hartbeeld (Ulft)

## Foto's

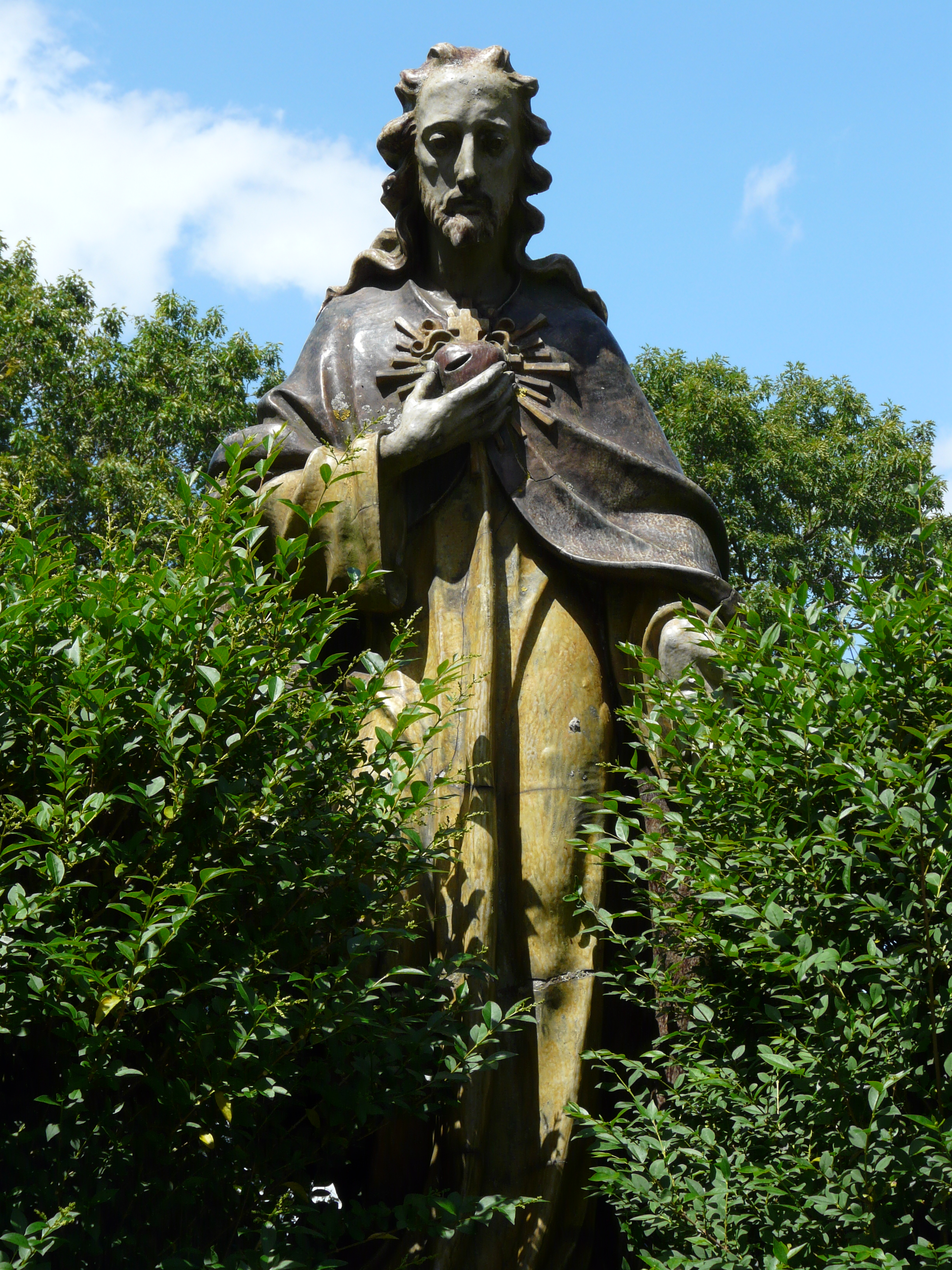
Heilig Hartbeeld, Rucphen
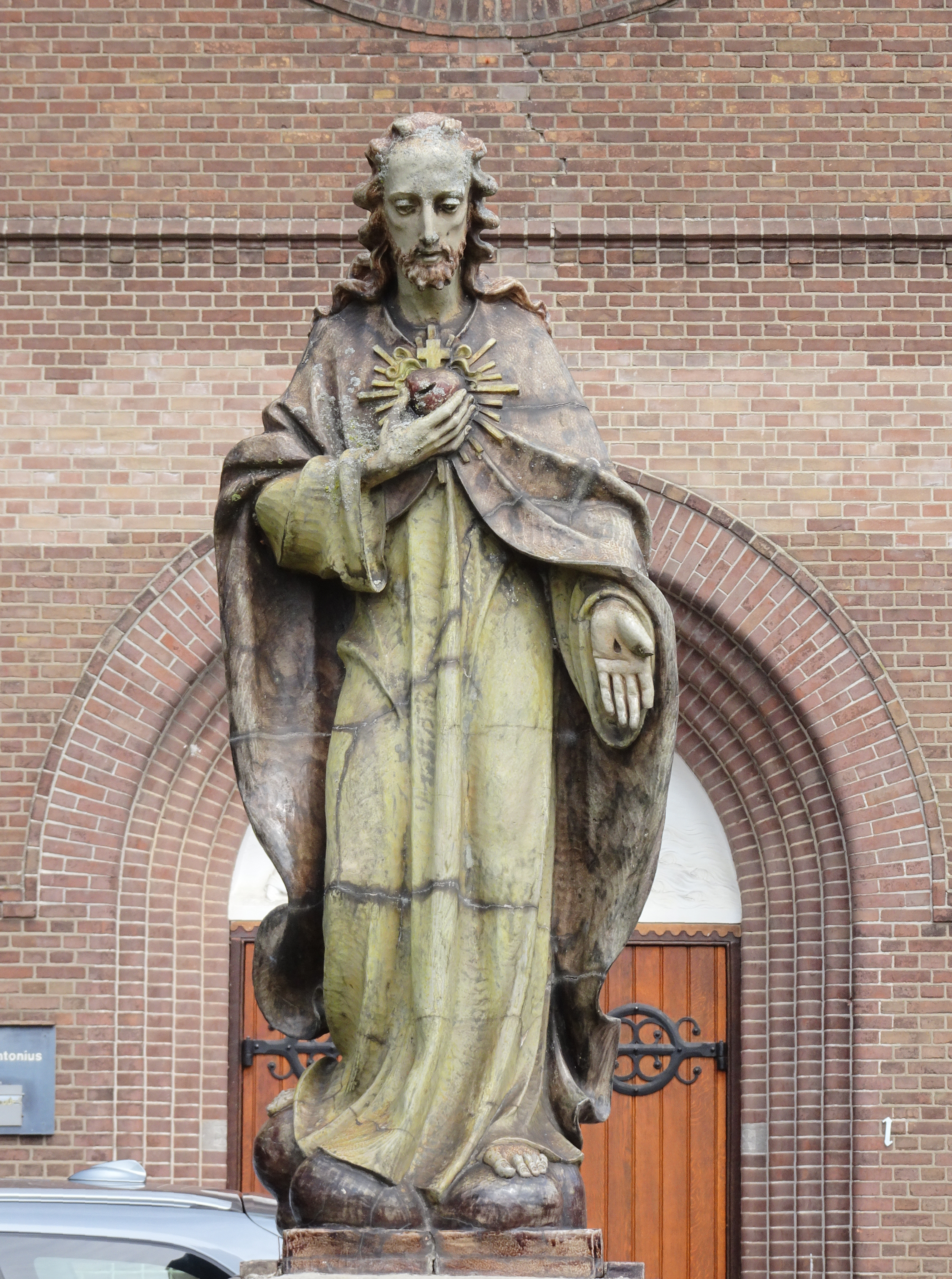
Heilig Hartbeeld, Ulft
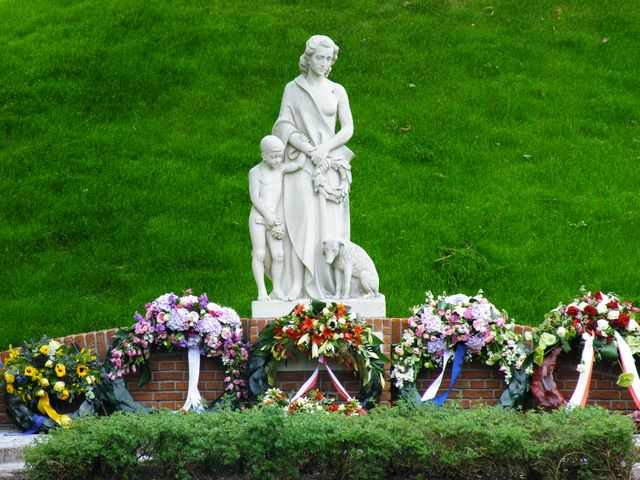
Herdenkingsmonument Fort de Bilt
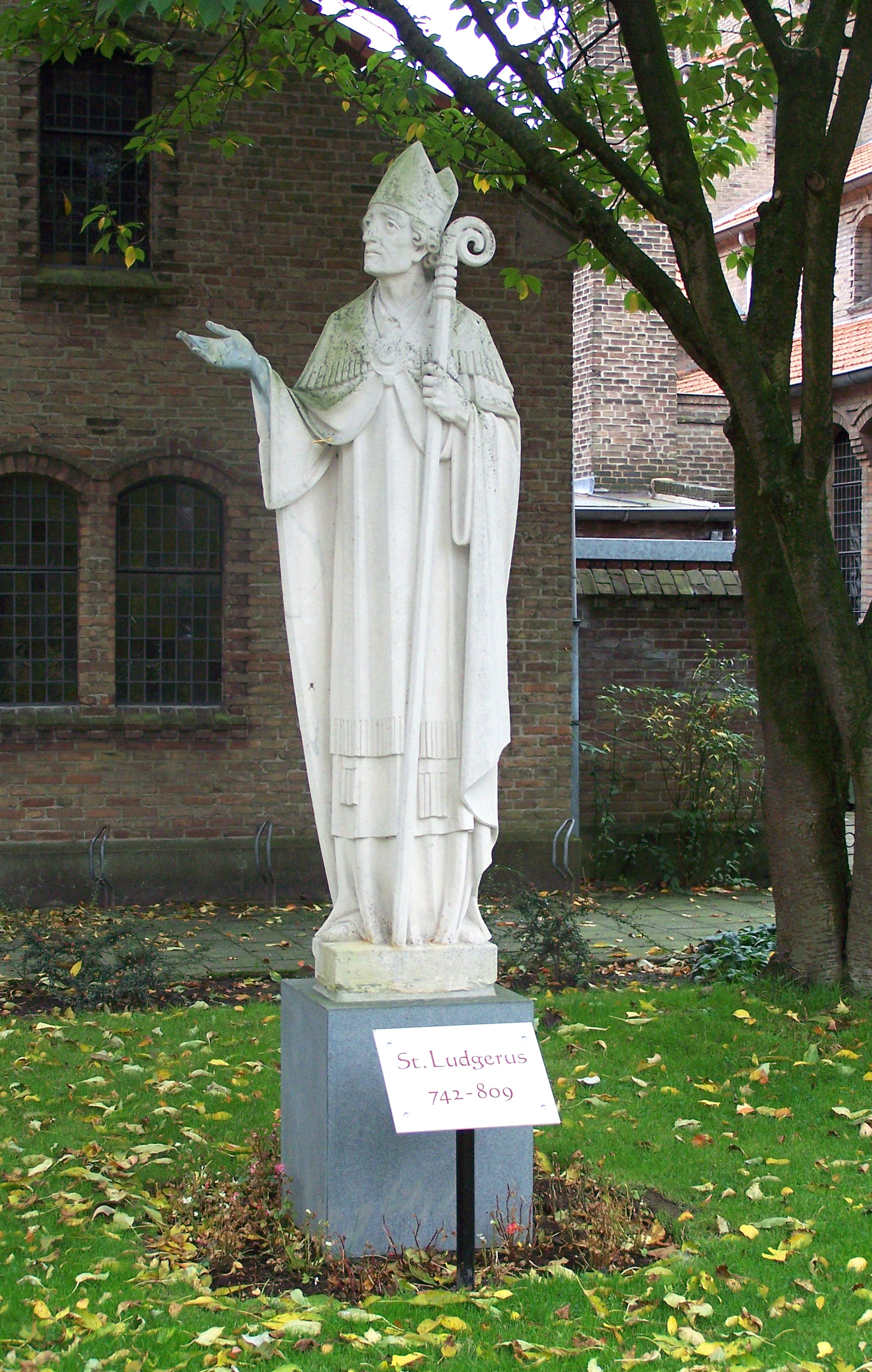
St Liudger, Utrecht
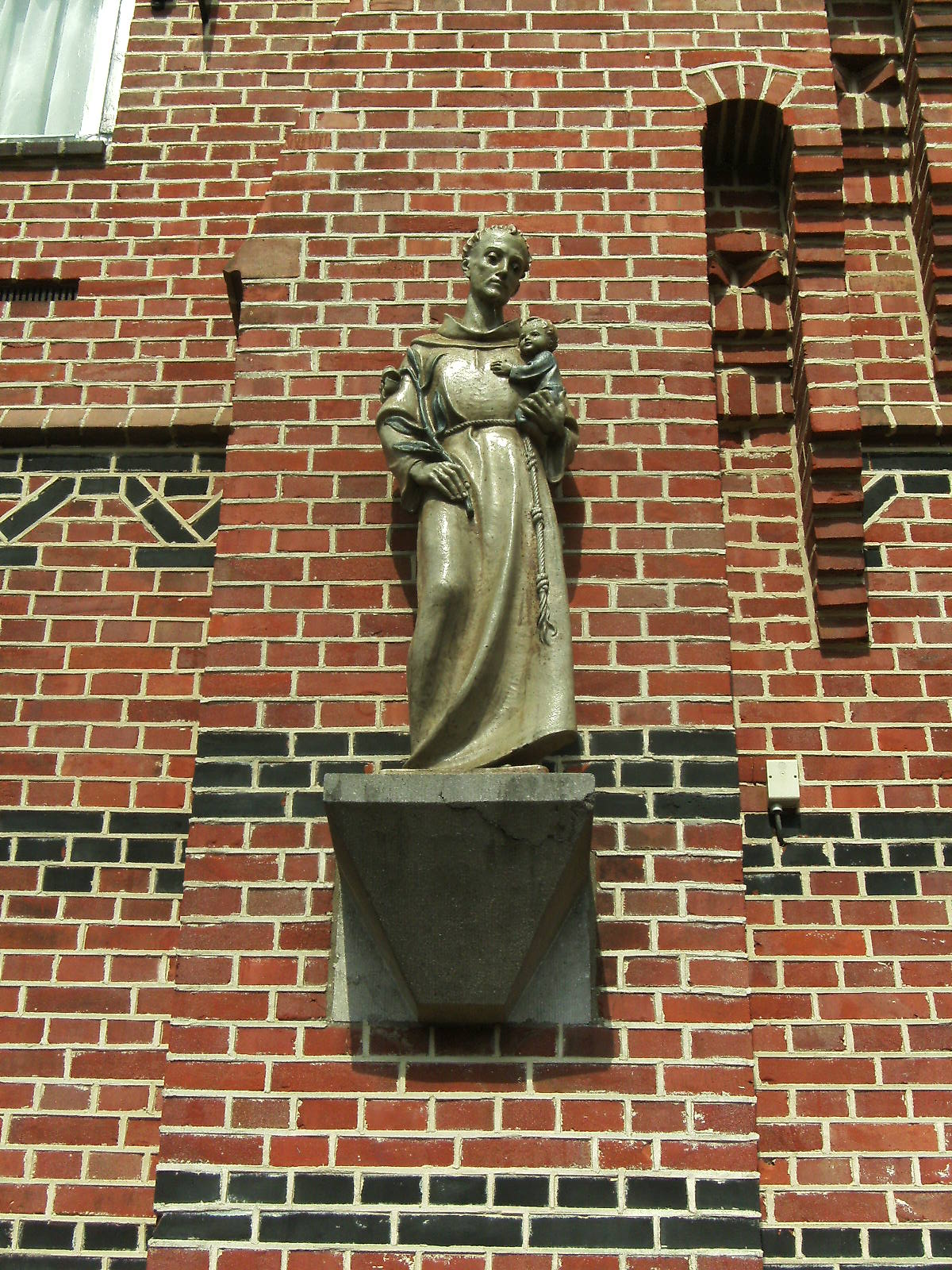
Antonius van Padua, Groenlo